# Oxysmilia epithecata
Espèce
Statut CITES
Oxysmilia epithecata est une espèce de coraux appartenant à la famille des Caryophylliidae.